# Хилл, Джордж Рой
Джордж Рой Хилл (англ. George Roy Hill, 20 декабря 1921, Миннеаполис, Миннесота — 27 декабря 2002, Нью-Йорк) — американский кинорежиссёр.

## Биография
В молодости Джордж Рой Хилл изучал музыку в Йельском университете и Тринити-колледже в Дублине. В годы второй мировой войны служил в авиации, был пилотом, участвовал в военных действиях. Как актёр он играл в ирландских и американских театрах, с 1948 года работал театральным режиссёром. С началом корейской войны Джордж вновь в военной авиации. Демобилизовавшись, Хилл писал пьесы для телевидения и театра, режиссировал телешоу, преподавал искусство драмы в Йеле. Большого успеха он добился, поставив на Бродвее пьесу Томаса Вулфа «Взгляни на свой дом, ангел» (Look Homeward, Angel).
В 1962 году состоялся дебют режиссёра в кино. Его первый фильм «Период привыкания» (Period of Adjustment, 1962) по пьесе Т. Уильямса стал дебютом и для Джейн Фонды. Этот фильм как и его вторая картина по пьесе Лилиан Хеллман «Игрушки на чердаке» (Toys in the Attic, 1963) не вызвали особого интереса критиков и публики. Комедия «Мир Генри Ориента» (The World of Henry Orient, 1964) про эксцентричного пианиста (Питер Селлерс) была признана более удачной. Но блокбастер «Гавайи» (Hawaii, 1966) по бестселлеру Джеймса Митченера оказался неинтересным. В 1967 году Хилл поставил неплохой ретро-мюзикл «Весьма современная Милли» (Thoroughly Modern Millie) с Джули Эндрюс и блестящими танцевальными номерами, но и этот фильм не снискал лавров.
Однако вестерн «Буч Кэссиди и Санденс Кид» (Butch Cassidy and the Sundance Kid, 1969) принес Хиллу мировую славу. В традиционные жанровые атрибуты режиссёр внес глубину и искренность чувств молодёжной контркультуры и изящество европейского киноавангарда. Большой успех ждал и комедию «Афера» (The Sting, 1973), удостоенную семи премий «Оскар». Регтайм Скотта Джоплина и легкий юмор пронизал всю эту историю из жизни картежных шулеров и ипподромных мошенников. Как и в предыдущем фильме, незаурядный дуэт Роберта Редфорда и Пола Ньюмана обеспечил блестящий результат.
На фоне этих двух картин сатирическая фантазия «Бойня номер пять» (Slaughterhouse-Five, 1972), трагикомедия из жизни первых лётчиков «Великий Уолдо Пеппер» (The Great Waldo Pepper, 1975) и комедия о хоккее «Удар по воротам» (Slap Shot, 1977) выглядят бледнее, хотя в них немало ярких эпизодов. После милого, но поверхностного «Маленького любовного романа» (A Little Romance, 1979) Хилл снял неровную «черную комедию» «Мир по Гарпу» (The World according to Garp) по бестселлеру Джона Ирвинга, а также шпионскую драму «Маленькая барабанщица» (The Little Drummer Girl) с Дайан Китон. Последний фильм режиссёра «Забавная ферма» (Funny Farm, 1988) прошёл и вовсе незамеченным.
В последние годы Хилл страдал болезнью Паркинсона.

## Фильмография
- 1962 — Период привыкания / Period of Adjustment
- 1963 — Игрушки на чердаке / Toys in the Attic
- 1964 — Мир Генри Ориента / The World of Henry Orient
- 1966 — Гавайи / Hawaii
- 1967 — Весьма современная Милли / Thoroughly Modern Millie
- 1969 — Бутч Кэссиди и Санденс Кид / Butch Cassidy and the Sundance Kid
- 1972 — Бойня номер пять / Slaughterhouse-Five — Приз жюри Каннского кинофестиваля
- 1973 — Афера / The Sting — премия «Оскар» за лучшую режиссуру и лучший фильм года
- 1975 — Великий Уолдо Пеппер / The Great Waldo Pepper
- 1977 — Удар по воротам / Slap Shot
- 1979 — Маленький роман / A Little Romance
- 1982 — Мир по Гарпу / The World According to Garp
- 1984 — Маленькая барабанщица[англ.] / The Little Drummer Girl
- 1988 — Забавная ферма / Funny Farm